# Ronde van de Ain 2020
De 32e editie van de wielerwedstrijd Ronde van de Ain vond in 2020 plaats van 7 tot en met 9 augustus in het Franse departement Ain. De start was in Montréal-la-Cluse, de finish op de Col du Grand Colombier. De ronde maakt deel uit van de UCI Europe Tour 2020, in de categorie 2.1. De Fransman Thibaut Pinot won de wedstrijd in 2019.

## Deelname
Er gaan twaalf UCI World Tour-ploegen, zes UCI ProTeams, vier continentale teams en twee nationale selecties van start, met maximaal zes renners.
| WorldTour                                                                                              | WorldTour                                                                                     | ProTeam | Continentaal                                                                                            | Nationale selectie    |
| --- | --------------------------------------------------------------------------------------------- | --- | --- | --------------------- |
| Team INEOS AG2R La Mondiale Cofidis, Solutions Crédits Groupama-FDJ UAE Team Emirates Team Jumbo-Visma | Trek-Segafredo CCC Team Deceuninck–Quick-Step Lotto Soudal Israel Start-Up Nation Team Sunweb | B&B Hotels-Vital Concept p/b KTM Arkéa-Samsic Total Direct Energie Circus-Wanty-Gobert NIPPO DELKO One Provence Sport Vlaanderen-Baloise | Saint Michel-Auber 93 Natura4Ever-Roubaix-Lille Métropole Kometa Xstra Cycling Team Hagens Berman Axeon | Duitsland Zwitserland |

## Etappe-overzicht
| Etappe | Datum      | Start             | Finish                 | Type      | Afstand  | Winnaar        | Klassementsleider |
| ------ | ---------- | ----------------- | ---------------------- | --------- | -------- | -------------- | ----------------- |
| 1      | 7 augustus | Montréal-la-Cluse | Ceyzériat              | Heuvelrit | 139,5 km | Andrea Bagioli | Andrea Bagioli    |
| 2      | 8 augustus | Lagnieu           | Lélex Monts-Jura       | Bergrit   | 140,5 km | Primož Roglič  | Primož Roglič     |
| 3      | 9 augustus | Saint-Vulbas      | Col du Grand Colombier | Bergrit   | 144,5 km | Primož Roglič  | Primož Roglič     |

## Klassementenverloop
| Etappe       | Winnaar        | Algemeen klassement · | Puntenklassement · | Bergklassement · | Jongerenklassement · | Ploegenklassement |
| ------------ | -------------- | --------------------- | ------------------ | ---------------- | -------------------- | ----------------- |
| 1            | Andrea Bagioli | Andrea Bagioli        | Andrea Bagioli     | Ivan Centrone    | Andrea Bagioli       | Team Jumbo-Visma  |
| 2            | Primož Roglič  | Primož Roglič         | Primož Roglič      | Julien Bernard   | João Almeida         | Team Jumbo-Visma  |
| 3            | Primož Roglič  | Primož Roglič         | Primož Roglič      | Julien Bernard   | João Almeida         | Team Jumbo-Visma  |
| 0Eindstanden | 0Eindstanden   | Primož Roglič         | Primož Roglič      | Julien Bernard   | João Almeida         | Team Jumbo-Visma  |